# Simon Mattsson
Simon Eric „C. Darwin2“ Mattsson (* 1993) ist ein professioneller schwedischer Pokerspieler, der hauptsächlich online spielt.
Mattsson hat sich bei Online-Pokerturnieren mehr als 33,5 Millionen US-Dollar erspielt, womit er einer der erfolgreichsten Online-Turnierspieler ist. Er stand für insgesamt 112 Wochen an der Spitze der Onlinepoker-Weltrangliste, so lange wie kein anderer Spieler. Der Schwede gewann in seiner Karriere zahlreiche hochdotierte Turniere, dabei war sein bislang größter Erfolg der Sieg beim Main Event der World Series of Poker Online im September 2022.

## Pokerkarriere

### Online
Mattsson spielt online auf allen gängigen Plattformen. Am erfolgreichsten ist er als C. Darwin2 auf PokerStars, wo er Turniergewinne von mehr als 15 Millionen US-Dollar aufzuweisen hat. Als Hellmuththegr8 erspielte er sich zudem rund 4 Millionen US-Dollar bei partypoker. Unter den Nicknames C Darwin2 (Full Tilt Poker) und C-D4rwin (PokerStars.FR) erspielte er sich jeweils rund 400.000 US-Dollar, bei 888poker als Isildur1337x mehr als 650.000 US-Dollar. Bei GGPoker nutzt er seinen echten Namen und gewann bislang über 11,5 Millionen US-Dollar. Insgesamt liegen seine Online-Turniergewinne bei mehr als 33,5 Millionen US-Dollar, womit er einer der erfolgreichsten Onlineturnierspieler weltweit ist. Im Mai 2022 erzielte der Schwede einen zweiten Platz beim Super Million$ High Roller Main Event auf GGPoker und erhielt rund 1,1 Millionen US-Dollar. Ende September 2022 gewann er ebenfalls bei GGPoker das Main Event der World Series of Poker Online (WSOPO) und sicherte sich knapp 2,8 Millionen US-Dollar sowie ein Bracelet. Im Jahr darauf belegte er beim GGMillion$ High Rollers der WSOPO 2023 den mit knapp 1,2 Millionen US-Dollar dotierten zweiten Platz.
Ab Mitte Februar 2016 stand er erstmals für 7 Wochen auf Platz eins des PokerStake-Rankings, das die erfolgreichsten Onlinepoker-Turnierspieler weltweit listet. Vom 22. Juni 2022 bis 4. April 2023 stand Mattsson für 41 Wochen in Serie an der Spitze. Insgesamt war er 112 Wochen als Führender gelistet, so lange wie kein anderer Spieler.

### Live
Seine erste Geldplatzierung bei einem Live-Turnier erzielte Mattsson Ende Juli 2011 in Dublin. Anfang Oktober 2012 belegte er beim Main Event der European Poker Tour in Sanremo den 47. Platz und erhielt 14.000 Euro Preisgeld. Im Februar 2013 wurde er bei einem Side-Event der EPT in Deauville Zweiter für 33.000 Euro. Anfang Juli 2014 war der Schwede erstmals bei der World Series of Poker im Rio All-Suite Hotel and Casino am Las Vegas Strip erfolgreich und kam bei einem Event der Variante No Limit Hold’em in die Geldränge. Mitte Dezember 2014 erreichte Mattsson beim EPT-Main-Event in Prag den Finaltisch und wurde Fünfter für ein Preisgeld von rund 235.000 Euro. Im Februar 2017 gewann er das High Roller der Winter Poker Championship in Seefeld mit einer Siegprämie von knapp 90.000 Euro. Bei der PokerStars Championship in Barcelona setzte sich der Schwede Ende August 2017 bei einem Side-Event gegen 780 andere Spieler durch und sicherte sich sein bisher höchstes Preisgeld von knapp 300.000 Euro.
Insgesamt hat sich Mattsson mit Poker bei Live-Turnieren mehr als 1,5 Millionen US-Dollar erspielt.